# Casse Rousse
La Casse Rousse est un sommet des Alpes françaises situé en Isère, dans la chaîne de Belledonne, sur le territoire de la commune de Chamrousse.

## Géographie
La montagne s'élève à 2 225 mètres d'altitude au sud-ouest des lacs Robert et au nord-est de la Croix de Chamrousse à laquelle elle sera reliée en décembre 2022 par une passerelle himalayenne. Le sommet est également accessible à pied par un sentier de randonnée sur son adret via le col des Trois Fontaines. Le couloir de la Casse Rousse qui forme une profonde entaille entre la montagne et celle de la Croix de Chamrousse est occupée en hiver par une piste noire de ski.
Une via ferrata est présente dans ses falaises sur son ubac, au-dessus des lacs Robert.
La montagne est constituée de gabbros reposant sur des serpentinites et plissés sous la forme d'un synclinal.